# Emma Sears
Emma Sears, född den 23 februari 2001, är en amerikansk fotbollsspelare.

## Biografi
Emma Sears inledde sin seniorkarriär i Racing Louisville FC år 2024, efter att ha spelat collegefotboll för Ohio State Buckeyes. Hon har även representerat det amerikanska damlandslaget där hon debuterade 2024.